# Повідь Святої Єлизавети (1421)

Повідь Святої Єлизавети

Повідь Святої Єлизавети (нід. Sint-Elisabethsvloed, 18 листопада — 19 листопада 1421 року; також Друга повідь Святої Єлизавети) — одна з найбільших поводей в історії Нідерландів і найбільша за попередні п'ять століть. На першому етапі почався потужний штормовий приплив, коли сильний західний вітер нагнав води Північного моря в прибережні затоки і естуарії, перегородивши таким чином стік невеликих річок і рукавів дельти Маасу і Ваалу, води яких затопили низинні польдери і розмили захисні греблі з внутрішньої сторони, зруйнувавши всю систему дамб.
Повідь почалася 18 листопада, якраз коли католицька церква відзначає пам'ять канонізованої дочки угорського короля Андраша II Єлизавети Тюринзької, звідки повідь і отримала свою назву. 18 листопада 1404 року відбулася перша повідь Святої Єлизавети, хоча і не таке руйнівна.

## Збитки
В результаті поведі близько 300 квадратних кілометрів густонаселеної місцевості були залиті водою. У цьому густонаселеному регіоні країни повністю затопленими виявилося 72 населених пункти. Скільки людей потонули, загинули або зникли безвісти, будучи змитими у відкрите море, точно не відомо — називаються цифри від 2 до 10 тисяч. Було також зруйновано безліч будинків, загинули врожаї і худоба. Після того як вода відійшла на місці зруйнованих сіл та полів з річкових і морських наносів утворилося кілька заболочених острівців, що заросли очеретом; цей ландшафт відомий як бейсбос (букв. «очеретяний ліс»).